# Bisbat de Wagga Wagga
El bisbat de Wagga Wagga (anglès: Diocèse de Wagga Wagga, llatí: Dioecesis Corvopolitana) és una seu de l'Església Catòlica a Austràlia, sufragània de l'arquebisbat de Sydney. Al 2014 tenia 66.228 batejats sobre una població de 202.000 habitants. Actualment es troba vacant.

## Territori
La seu episcopal és la ciutat de Wagga Wagga, on es troba la catedral de Sant Miquel.
El territori s'estén sobre 24.000 km², i està dividit en 31 parròquies.

## Història
La diòcesi va ser erigida el 28 de juliol de 1917 mitjançant el breu Ut aucto Pastorum del papa Benet XV, prenent el territori de la diòcesi de Goulburn (avui arquebisbat de Canberra i Goulburn).

## Cronologia episcopal
- Joseph Wilfrid Dwyer † (14 de març de 1918 - 11 d'octubre de 1939 mort)
- Frances Agostino Henschke † (16 de novembre de 1939 - 24 de febrer de 1968 mort)
- Francis Patrick Carroll (24 de febrer de 1968 succeduto - 25 de juny de 1983 nomenat arquebisbe de Canberra i Goulburn)
- William John Brennan † (16 de gener de 1984 - 5 de febrer de 2002 renuncià)
- Gerard Joseph Hanna (5 de febrer de 2002 - 12 de setembre de 2016 renuncià)
  - Christopher Charles Prowse, dal 12 de setembre de 2016 (administrador apostòlic)

## Estadístiques
A finals del 2014, la diòcesi tenia 66.228 batejats sobre una població de 202.000 persones, equivalent al 32,8% del total.
| any  | població | població | població | sacerdots | sacerdots       | sacerdots       | sacerdots             | diaques | religiosos | religiosos | parròquies |
| ---- | -------- | -------- | -------- | --------- | --------------- | --------------- | --------------------- | ------- | ---------- | ---------- | ---------- |
| any  | batejats | total    | %        | total     | clergat secular | clergat regular | batejats por sacerdot | diaques | homes      | dones      |            |
| 1950 | 24.000   | 108.000  | 22,2     | 41        | 41              |                 | 585                   |         | 18         | 213        | 21         |
| 1966 | 41.000   | 150.000  | 27,3     | 63        | 59              | 4               | 650                   |         | 29         | 253        | 29         |
| 1968 | 42.147   | 151.000  | 27,9     | 57        | 54              | 3               | 739                   |         | 32         | 249        | 30         |
| 1980 | 56.650   | 171.920  | 33,0     | 51        | 48              | 3               | 1.110                 |         | 31         | 207        | 30         |
| 1990 | 61.000   | 202.000  | 30,2     | 44        | 44              |                 | 1.386                 |         | 18         | 180        | 30         |
| 1999 | 62.000   | 206.000  | 30,1     | 55        | 48              | 7               | 1.127                 |         | 14         | 123        | 31         |
| 2000 | 62.000   | 206.000  | 30,1     | 55        | 44              | 11              | 1.127                 |         | 24         | 107        | 31         |
| 2001 | 62.000   | 206.000  | 30,1     | 55        | 44              | 11              | 1.127                 |         | 27         | 107        | 31         |
| 2002 | 62.000   | 206.000  | 30,1     | 57        | 46              | 11              | 1.087                 |         | 27         | 115        | 31         |
| 2003 | 62.000   | 206.000  | 30,1     | 52        | 44              | 8               | 1.192                 |         | 18         | 115        | 31         |
| 2004 | 62.000   | 206.000  | 30,1     | 57        | 51              | 6               | 1.087                 |         | 17         | 110        | 31         |
| 2010 | 64.800   | 218.000  | 29,7     | 72        | 59              | 13              | 900                   |         | 19         | 99         | 31         |
| 2014 | 66.228   | 202.000  | 32,8     | 49        | 44              | 5               | 1.351                 |         | 12         | 87         | 31         |